# Eidgenössische Volksinitiative «Für ein Verbot von Kriegsmaterial-Exporten»

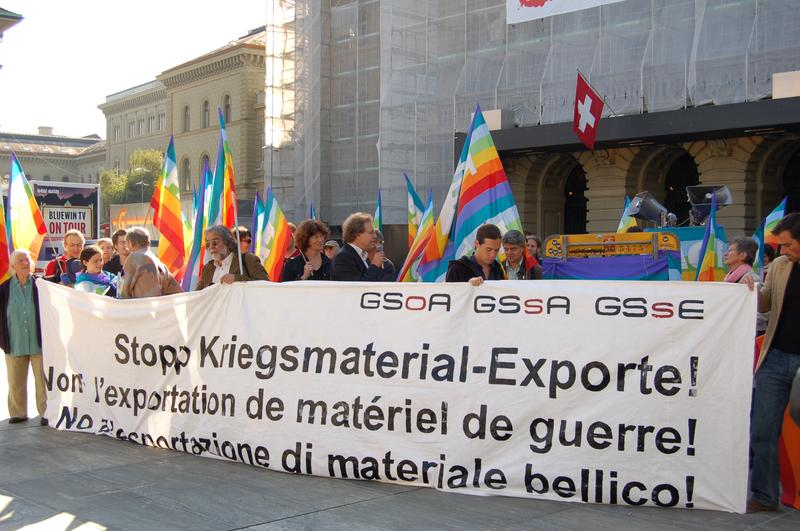
Die Einreichung der Initiative

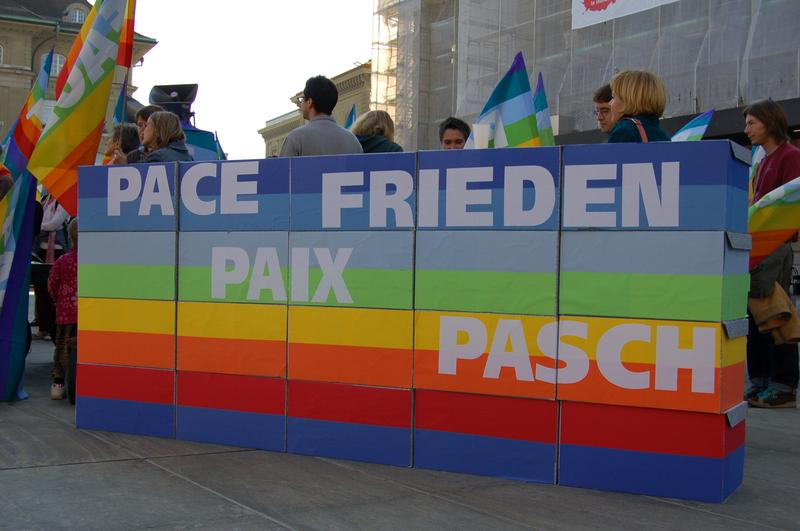
Boxen mit den Unterschriften

Die eidgenössische Volksinitiative «für ein Verbot von Kriegsmaterial-Exporten» war eine Volksinitiative, die vom Bündnis gegen Kriegsmaterial-Exporte mit 109’224 gültigen Unterschriften im Jahr 2007 eingereicht wurde. Sie forderte zwei neue Verfassungsartikel, die ein allgemeines Ausfuhrverbot von Kriegsmaterial und die Verpflichtung des Bundes zur Förderung internationaler Bestrebungen für Abrüstung und Rüstungskontrolle festschreiben sollten. Die Vorlage wurde am 29. November 2009 von 68,2 % des Schweizer Stimmvolks und allen Ständen abgelehnt.
Eine ähnliche Volksinitiative «für vermehrte Rüstungskontrolle und ein Waffenausfuhrverbot» hatte 1972 das Volksmehr mit 49,7 % Ja-Stimmen nur knapp verfehlt. Eine weitere Initiative «für ein Verbot der Kriegsmaterialausfuhr» war am 8. Juni 1997 mit 77,5 % Nein-Stimmen verworfen worden.

## Kriegsmaterialgesetz
Als Reaktion auf die Initiative von 1972 erliess das Parlament das «Kriegsmaterialgesetz», das den Export von Waffen in Länder verbot, in welchen ein bewaffneter Konflikt herrschte, auszubrechen drohte oder Spannungen herrschten. Es wurde 1996 – wieder aufgrund einer Volksinitiative – revidiert, ebenso 2008. Ab 2014 erfolgte im Gegensatz zu den vorherigen Änderungen erstmals eine Lockerung der Ausfuhrbestimmungen. Seit 2016 wurden praktisch alle Ausfuhrgesuche bewilligt.
Im Oktober 2021 wurde die Eidgenössische Volksinitiative «Gegen Waffenexporte in Bürgerkriegsländer (Korrektur-Initiative)» bedingt zurückgezogen. Daraufhin ist am 1. Mai 2022 mit einer Änderung des Kriegsmaterialgesetzes ein Gegenvorschlag in Kraft getreten. Eine am 11. Mai 2023 eingereichte Motion will nun erreichen, dass das Kriegsmaterialgesetz wieder gelockert wird, was vom Ständerat am 28. September 2023 bereits angenommen wurde. Nun muss der Nationalrat darüber entscheiden. Die Gruppe für eine Schweiz ohne Armee (GSoA) zieht ein fakultatives Referendum in Betracht, sollte der Nationalrat der Motion zustimmen.

## Geschichte
Das Initiativkomitee, zu dem rund vierzig Parteien, Hilfswerke sowie kirchliche und friedenspolitische Organisationen gehören, bezeichnete die Kriegsmaterial-Exporte als «Geschäft mit dem Tod». Nach der Veröffentlichung der Exportstatistik für Kriegsmaterial für die Berichtsperiode 2005 durch das Staatssekretariat für Wirtschaft gab die Gruppe für eine Schweiz ohne Armee bekannt, dass Handlungsbedarf bestehe und ein generelles Waffenausfuhrverbot angestrebt werden müsse. Die Gruppe stellte fest, dass die Schweiz Länder mit Kriegsmaterial beliefere, die am sogenannten «Krieg gegen den Terror» beteiligt sind. Zudem würden Schweizer Rüstungsunternehmen am Konflikt im Nahen Osten profitieren. In der Folge gruppierten sich Personen zum «Bündnis gegen Kriegsmaterial-Exporte» und lancierten die Initiative. 
Die formelle Vorprüfung der Initiative wurde am 13. Juni 2006 von der Bundeskanzlei vorgenommen, womit die Gruppierungen am 27. Juni 2006 mit dem Unterschriftensammeln beginnen konnten. Am 21. September 2007 konnten die Initianten rund drei Monate vor Ablauf der Sammelfrist 109’530 Unterschriften einreichen, wovon nach der Überprüfung 109’224 gültig waren. Am 5. Oktober 2007 wurde die Initiative für zustande gekommen erklärt.
Der Bundesrat beantragte in seiner Botschaft vom 27. August 2008 der Bundesversammlung, Volk und Ständen die Ablehnung der Initiative zu empfehlen. Er nannte verschiedene Gründe für seine Ablehnung: Zum einen wäre die Schweiz im Kriegsfalle vom Ausland abhängig; zwar wäre die Produktion von Rüstungsgütern für den Gebrauch in der Schweiz erlaubt, jedoch sei der Bedarf der Schweizer Armee zu gering, damit die Produktion rentiere. Als zweiten Grund nannte der Bundesrat die volkswirtschaftlichen Auswirkungen: Die Rüstungsindustrie ist für 0,49 % aller Exporte verantwortlich und hätte einen Bruttoschöpfwert von 485 Millionen Franken. Betroffen seien vor allem die Rüstungsindustrie in den Kantonen Nidwalden, Zürich, Thurgau, Bern und Luzern, wodurch die Annahme der Initiative regionale Arbeitsprobleme zur Folge haben könnte. Gesamtschweizerisch seien laut dem Branchenverband Swissmem rund 10’000 Arbeitsplätze in Gefahr. Eine Studie im Auftrag des Staatssekretariat für Wirtschaft spricht hingegen von 3'335 Erwerbstätigen in der Rüstungsindustrie und 1797 Beschäftigten bei Zulieferbetrieben, welche von der Initiative betroffen wären. Die Initiative sieht Unterstützungsmassnahmen für diese Regionen und Beschäftigten vor. Der Bund und Kantone müssten mit rund 10 Millionen Franken Steuerausfällen pro Jahr rechnen.
In den Schlussabstimmungen vom 12. Juni 2009 beschloss der Nationalrat mit 131 zu 63 Stimmen und der Ständerat mit 35 zu 7 Stimmen bei 3 Enthaltungen, die Initiative Volk und Ständen mit der Empfehlung auf Ablehnung zu unterbreiten. Im Nationalrat stimmten die geschlossenen Fraktionen der SP und der Grünen für die Initiative; abgesehen von einem einzelnen Abgeordneten der Fraktion der CVP/EVP/glp sprachen sich die geschlossenen Fraktionen der bürgerlichen Parteien gegen die Initiative aus.

## Initiativtext
Die Bundesverfassung wird wie folgt geändert:

Art. 107 Abs. 3 (neu)

3 Er [der Bund] unterstützt und fördert internationale Bestrebungen für Abrüstung und Rüstungskontrolle.

Art. 107a (neu) Ausfuhr von Kriegsmaterial und besonderen militärischen Gütern

1 Die Ausfuhr und die Durchfuhr folgender Güter sind verboten:
a. Kriegsmaterial einschliesslich Kleinwaffen und leichte Waffen sowie die zugehörige Munition;
b. besondere militärische Güter;
c. Immaterialgüter einschliesslich Technologien, die für die Entwicklung, die Herstellung oder den Gebrauch von Gütern nach den Buchstaben a und b von wesentlicher Bedeutung sind, sofern sie weder allgemein zugänglich sind noch der wissenschaftlichen Grundlagenforschung dienen.

2 Vom Aus- und vom Durchfuhrverbot ausgenommen sind Geräte zur humanitären Entminung sowie Sport- und Jagdwaffen, die eindeutig als solche erkennbar und in gleicher Ausführung nicht auch Kampfwaffen sind, sowie die zugehörige Munition.

3 Vom Ausfuhrverbot ausgenommen ist die Ausfuhr von Gütern nach Absatz 1 durch Behörden des Bundes, der Kantone oder der Gemeinden, sofern diese Eigentümer der Güter bleiben, die Güter durch eigene Dienstleistende benutzt und anschliessend wieder eingeführt werden.

4 Die Vermittlung von und der Handel mit Gütern nach den Absätzen 1 und 2 sind verboten, sofern der Empfänger oder die Empfängerin den Sitz oder Wohnsitz im Ausland hat.

II

Die Übergangsbestimmungen der Bundesverfassung werden wie folgt geändert:

Art. 197 Ziff. 8 (neu)

8. Übergangsbestimmung zu Art. 107a (Ausfuhr von Kriegsmaterial und besonderen militärischen Gütern)

1 Der Bund unterstützt während zehn Jahren nach der Annahme der eidgenössischen Volksinitiative «für ein Verbot von Kriegsmaterial-Exporten» durch Volk und Stände Regionen und Beschäftigte, die von den Verboten nach Artikel 107a betroffen sind.

## Volksabstimmung

### Parteipositionen
Die Grünen und die SP befürworteten die Initiative; BDP, FDP, SVP und die EDU lehnten sie ab, und die EVP sowie die GLP haben Stimmfreigabe beschlossen.

### Ergebnisse
Die Vorlage wurde am 29. November 2009 von Volk und Ständen abgelehnt.
| Kanton                           | Ja (%) | Nein (%) | Beteiligung (%) |
| -------------------------------- | ------ | -------- | --------------- |
| Zürich                           | 33,9 % | 66,1 %   | 53,34 %         |
| Bern                             | 29,7 % | 70,3 %   | 52,06 %         |
| Luzern                           | 25,6 % | 74,4 %   | 53,68 %         |
| Uri                              | 15,6 % | 84,4 %   | 51,77 %         |
| Schwyz                           | 20,2 % | 79,8 %   | 51,26 %         |
| Obwalden                         | 19,1 % | 80,9 %   | 61,19 %         |
| Nidwalden                        | 12,0 % | 88,0 %   | 56,82 %         |
| Glarus                           | 21,9 % | 78,1 %   | 46,68 %         |
| Zug                              | 25,4 % | 74,6 %   | 61,59 %         |
| Freiburg                         | 29,0 % | 71,0 %   | 51,41 %         |
| Solothurn                        | 26,2 % | 73,8 %   | 55,69 %         |
| Basel-Stadt                      | 46,9 % | 53,1 %   | 57,47 %         |
| Basel-Landschaft                 | 34,2 % | 65,8 %   | 51,48 %         |
| Schaffhausen                     | 30,0 % | 70,0 %   | 69,91 %         |
| Appenzell Ausserrhoden           | 28,4 % | 71,6 %   | 57,46 %         |
| Appenzell Innerrhoden            | 23,1 % | 76,9 %   | 48,33 %         |
| St. Gallen                       | 26,5 % | 73,5 %   | 53,14 %         |
| Graubünden                       | 32,1 % | 67,9 %   | 45,92 %         |
| Aargau                           | 26,5 % | 73,5 %   | 51,31 %         |
| Thurgau                          | 21,6 % | 78,4 %   | 53,26 %         |
| Tessin                           | 37,6 % | 62,4 %   | 49,39 %         |
| Waadt                            | 40,5 % | 59,5 %   | 52,70 %         |
| Wallis                           | 29,2 % | 70,8 %   | 61,09 %         |
| Neuenburg                        | 37,2 % | 62,8 %   | 53,70 %         |
| Genf                             | 48,2 % | 51,8 %   | 57,72 %         |
| Jura                             | 38,9 % | 61,1 %   | 49,45 %         |
| Schweizerische Eidgenossenschaft | 31,8   | 68,2 %   | 53,39 %         |